# .cv
.cv là tên miền Internet cấp cao nhất dành cho quốc gia (ccTLD) của Cabo Verde.